# Próspero (conde)
Próspero (em latim: Prosper) foi um oficial romano do século IV, ativo durante o reinado do imperador Constâncio II (r. 337–361). Aparece pela primeira vez em 354, quando foi nomeado como representante (conde dos assuntos militares) de Ursicino, que fora enviado ao oriente com uma carta imperial ao rebelde Juliano, o Apóstata, no fronte oriental, tendo presumivelmente permanecido no ofício até o o retorno dele. Em 357/358, foi enviado ao lado de Eustácio e Espectato como emissário ao Império Sassânida do xá Sapor II (r. 309–379).